# فهرست بازیگران برنده دو یا چند جایزه اسکار در رشته‌های بازیگری

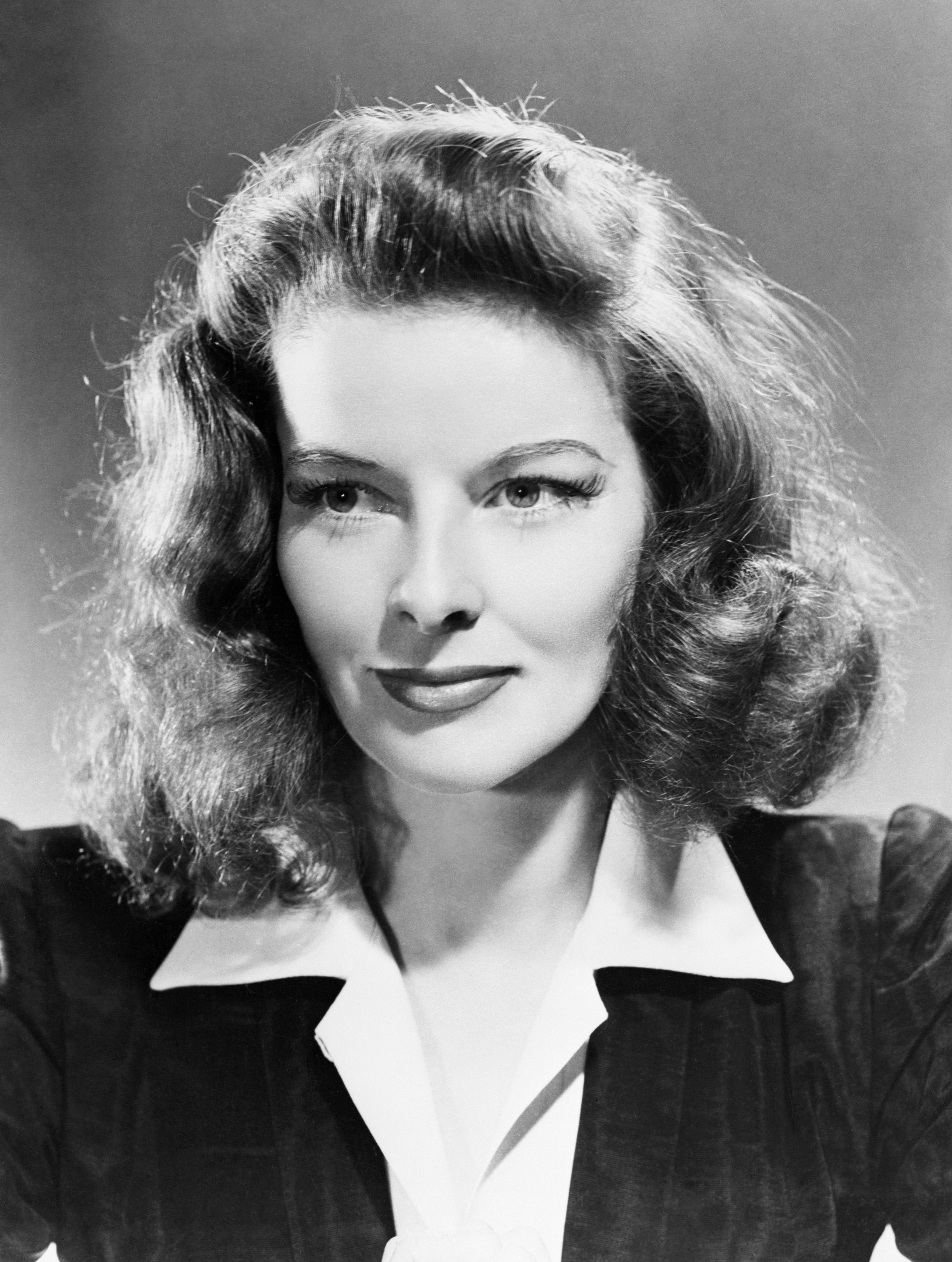
کاترین هپبورن در سال ۱۹۸۱ موفق به دریافت چهارمین اسکار خود در رشته بهترین بازیگر نقش اول زن شد. او بیشتر از هر بازیگر دیگری این جایزه را برده‌است.

آکادمی علوم و هنرهای سینما از آغاز تا به امروز، به زنان و مردان بازیگر به خاطر ایفای نقش‌هایشان جایزه اسکار اعطا می‌کند. در تمام سال‌هایی که مراسم اسکار برگزار شده، بازیگرانی بوده‌اند که در رشته‌های بهترین بازیگر نقش اول مرد، بهترین بازیگر نقش اول زن، بهترین بازیگر نقش مکمل مرد و بهترین بازیگر نقش مکمل زن چند جایزه دریافت کرده‌اند. تنها محدودیت برای بازیگران آن است که نمی‌توانند برای بازی در یک فیلم در چند رشته بازیگری نامزد شوند. این قانون پس از نامزد شدنِ بری فیتزجرالد در هر دو رشته بهترین نقش مکمل و نقش اول برای بازی در فیلم به راه خود می‌روم، اجرا شد.
تا سال ۲۰۲۱، ۴۵ بازیگر توانسته‌اند در رشته‌های بازیگری دو یا چند جایزه را دریافت کنند. از این چهل و چهار نفر، تنها ۷ نفر از آنان موفق به دریافت سه جایزه و بیش تر شده‌اند که عبارت‌اند از: کاترین هپبورن (چهار جایزه بهترین بازیگر نقش اول زن)، اینگرید برگمن (دو جایزه بهترین بازیگر نقش اول زن و یک جایزه بهترین بازیگر نقش مکمل زن)، والتر برنان (سه جایزه بهترین بازیگر نقش مکمل مرد)، جک نیکلسون (دو جایزه بهترین بازیگر نقش اول مرد و یک جایزه بهترین بازیگر نقش مکمل مرد)، مریل استریپ (دو جایزه بهترین بازیگر نقش اول زن و یک جایزه بهترین بازیگر نقش مکمل زن)، دانیل دی-لوئیس (سه جایزه بهترین بازیگر نقش اول مرد) و فرانسیس مک دورمند (سه جایزه بهترین بازیگر نقش اول زن). برنان اولین فردی بود که توانست سه جایزه اسکار دریافت کند (۱۹۴۰) و بعد از آن به ترتیب: هپبورن در ۱۹۶۸، برگمن در ۱۹۷۴، نیکلسون در ۱۹۹۷، استریپ در ۲۰۱۱، دی-لوئیس در ۲۰۱۲ و مک‌دورمند در ۲۰۲۱. از این هفت نفر تنها نیکلسون، استریپ، دی-لوئیس و مک‌دورمند در قید حیات می‌باشند.

## برندگان
| † | نشان می‌دهد که بازیگر در قید حیات نیست. |

| بازیگران           | جایزه بهترین بازیگر نقش اول                                                                   | جایزه بهترین بازیگر نقش مکمل                         | مجموع جوایز | مجموع نامزدی‌ها |
| ------------------ | --------------------------------------------------------------------------------------------- | ---------------------------------------------------- | ----------- | -------------- |
| کاترین هپبورن†     | شکوه صبح (۱۹۳۳) حدس بزن چه‌کسی برای شام می‌آید (۱۹۶۷) شیر در زمستان (۱۹۶۸) روی گلدن پاند (۱۹۸۱) |                                                      | ۴           | ۱۲             |
| دانیل دی-لوئیس     | پای چپ من (۱۹۸۹) خون به پا خواهد شد (۲۰۰۷) لینکلن (۲۰۱۲)                                      |                                                      | ۳           | ۶              |
| مریل استریپ        | انتخاب سوفی (۱۹۸۲) بانوی آهنی (۲۰۱۱)                                                          | کریمر علیه کریمر (۱۹۷۹)                              | ۳           | ۲۱             |
| جک نیکلسون         | دیوانه از قفس پرید (۱۹۷۵) بهتر از این نمی‌شه (۱۹۹۷)                                            | شرایط مهرورزی (۱۹۸۳)                                 | ۳           | ۱۲             |
| اینگرید برگمن†     | چراغ گاز (۱۹۴۴) آناستازیا (۱۹۵۶)                                                              | قتل در قطار سریع‌السیر شرق (۱۹۷۴)                     | ۳           | ۷              |
| فرانسیس مک‌دورمند   | فارگو (۱۹۹۶) سه بیلبورد خارج از ابینگ، میزوری (۲۰۱۷) سرزمین خانه به دوش‌ها (۲۰۲۰)              |                                                      | ۳           | ۶              |
| والتر برنان†       |                                                                                               | بیا و بگیرش (۱۹۳۶) کنتاکی (۱۹۳۸) غربی (۱۹۴۰)         | ۳           | ۴              |
| آنتونی هاپکینز     | سکوت بره‌ها (۱۹۹۱) پدر (۲۰۲۰)                                                                  |                                                      | ۲           | ۶              |
| بت دیویس†          | خطرناک (۱۹۳۵) جزبل (۱۹۳۸)                                                                     |                                                      | ۲           | ۱۰             |
| اسپنسر تریسی†      | ناخداهای دلیر (۱۹۳۷) شهرک پسرها (۱۹۳۸)                                                        |                                                      | ۲           | ۹              |
| دنزل واشینگتن      | روز تعلیم (۲۰۰۱)                                                                              | افتخار (۱۹۸۹)                                        | ۲           | ۸              |
| مارلون براندو†     | در بارانداز (۱۹۵۴) پدرخوانده (۱۹۷۲)                                                           |                                                      | ۲           | ۸              |
| جک لمون†           | ببر را نجات دهید (۱۹۷۳)                                                                       | آقای رابرتس (۱۹۵۵)                                   | ۲           | ۸              |
| رابرت دنیرو        | گاو خشمگین (۱۹۸۰)                                                                             | پدرخوانده: قسمت دوم (۱۹۷۴)                           | ۲           | ۷              |
| جین فوندا          | کلوت (۱۹۷۱) بازگشت به وطن (۱۹۷۸)                                                              |                                                      | ۲           | ۷              |
| داستین هافمن       | کریمر علیه کریمر (۱۹۷۹) مرد بارانی (۱۹۸۸)                                                     |                                                      | ۲           | ۷              |
| کیت بلانشت         | یاسمن پژمرده (۲۰۱۳)                                                                           | هوانورد (۲۰۰۴)                                       | ۲           | ۷              |
| مایکل کین          |                                                                                               | هانا و خواهرانش (۱۹۸۶) قوانین خانه سایدر (۱۹۹۹)      | ۲           | ۶              |
| جسیکا لنگ          | آسمان آبی (۱۹۹۴)                                                                              | توتسی (۱۹۸۲)                                         | ۲           | ۶              |
| مگی اسمیت          | بهار زندگی دوشیزه جین برودی (۱۹۶۹)                                                            | سوئیت کالیفرنیا (۱۹۷۸)                               | ۲           | ۶              |
| گری کوپر†          | گروهبان یورک (۱۹۴۱) نیمروز (۱۹۵۲)                                                             |                                                      | ۲           | ۵              |
| اولیویا دی هاویلند | هر کس سوی خودش (۱۹۴۶) وارثه (۱۹۴۹)                                                            |                                                      | ۲           | ۵              |
| جین هکمن           | ارتباط فرانسوی (۱۹۷۱)                                                                         | نابخشوده (۱۹۹۲)                                      | ۲           | ۵              |
| تام هنکس           | فیلادلفیا (۱۹۹۳) فارست گامپ (۱۹۹۴)                                                            |                                                      | ۲           | ۵              |
| فردریک مارچ†       | دکتر جکیل و آقای هاید (۱۹۳۱) بهترین سال‌های زندگی ما (۱۹۴۶)                                    |                                                      | ۲           | ۵              |
| شان پن             | رودخانه میستیک (۲۰۰۳) میلک (۲۰۰۸)                                                             |                                                      | ۲           | ۵              |
| الیزابت تیلور†     | باترفیلد ۸ (۱۹۶۰) چه کسی از ویرجینیا وولف می‌ترسد؟ (۱۹۶۶)                                      |                                                      | ۲           | ۵              |
| جودی فاستر         | متهم (۱۹۸۸) سکوت بره‌ها (۱۹۹۱)                                                                 |                                                      | ۲           | ۴              |
| گلندا جکسون        | زنان عاشق (۱۹۷۰) لمسی از عزت (۱۹۷۳)                                                           |                                                      | ۲           | ۴              |
| آنتونی کوئین†      |                                                                                               | زنده‌باد زاپاتا! (۱۹۵۲) شور زندگی (۱۹۵۶)              | ۲           | ۴              |
| شلی وینترز†        |                                                                                               | خاطرات آنه فرانک (۱۹۵۹) تکه‌ای آبی (۱۹۶۵)             | ۲           | ۴              |
| رنی زلوگر          | جودی (۲۰۱۹)                                                                                   | کوهستان سرد (۲۰۰۳)                                   | ۲           | ۴              |
| ملوین داگلاس†      |                                                                                               | هاد (۱۹۶۳) حضور (۱۹۷۹)                               | ۲           | ۳              |
| سالی فیلد          | نورما ری (۱۹۷۹) مکان‌هایی در قلب (۱۹۸۴)                                                        |                                                      | ۲           | ۳              |
| جیسون روباردز†     |                                                                                               | همه مردان رئیس‌جمهور (۱۹۷۶) جولیا (۱۹۷۷)              | ۲           | ۳              |
| پیتر اوستینوف†     |                                                                                               | اسپارتاکوس (۱۹۶۰) تاپ کاپی (۱۹۶۴)                    | ۲           | ۳              |
| دایان ویست         |                                                                                               | هانا و خواهرانش (۱۹۸۶) گلوله‌ها بر فراز برادوی (۱۹۹۴) | ۲           | ۳              |
| هلن هیز†           | گناه مادلن کلوده (۱۹۳۱)                                                                       | فرودگاه (۱۹۷۰)                                       | ۲           | ۲              |
| ویوین لی†          | بربادرفته (۱۹۳۹) اتوبوسی به نام هوس (۱۹۵۱)                                                    |                                                      | ۲           | ۲              |
| لوئیز راینر†       | زیگفلد کبیر (۱۹۳۶) خاک خوب (۱۹۳۷)                                                             |                                                      | ۲           | ۲              |
| کوین اسپیسی        | زیبایی آمریکایی (۱۹۹۹)                                                                        | مظنونین همیشگی (۱۹۹۵)                                | ۲           | ۲              |
| هیلاری سوانک       | پسرها گریه نمی‌کنند (۱۹۹۹) دختر میلیون‌دلاری (۲۰۰۴)                                             |                                                      | ۲           | ۲              |
| کریستف والتس       |                                                                                               | حرامزاده‌های لعنتی (۲۰۰۹) جنگوی زنجیرگسسته (۲۰۱۲)     | ۲           | ۲              |
| ماهرشالا علی       |                                                                                               | مهتاب (۲۰۱۶) کتاب سبز (۲۰۱۸)                         | ۲           | ۲              |